# Vilivalla
Vilivalla este o arie protejată (arie specială de conservare — SAC, sit de importanță comunitară — SCI) din Estonia întinsă pe o suprafață de 15,7 ha, integral pe uscat.

## Localizare
Centrul sitului Vilivalla este situat la coordonatele 58°54′28″N 22°49′28″E / 58.9078°N 22.8245°E.

## Înființare
Situl Vilivalla a fost declarat sit de importanță comunitară în aprilie 2004 pentru a proteja un număr necunoscut de specii din flora spontană și fauna sălbatică aflate în arealul zonei. Situl a fost protejat și ca arie specială de conservare în septembrie 2005.

## Biodiversitate
Situată în ecoregiunea boreală, aria protejată conține 2 habitate naturale: Pajiști din zone de pădure fino-scandinave, Pășuni din zone de pădure fino-scandinave.
La baza desemnării sitului se află un număr nedeclarat de specii protejate.